# Jadwiga Jędrzejowska
Jadwiga Jędrzejowska (Krakau, 15 oktober 1912 – Katowice, 28 februari 1980) is een tennisspeelster uit Polen.
In 1931 speelde zij voor het eerst op Wimbledon; in 1947 was daar haar laatste deelname. Uiteindelijk speelde zij op dat toernooi 103 partijen, waarvan zij er 70 won.
In 1937 stond zij in de finale van het enkelspel op Wimbledon en de US Open. Twee jaar later bereikte ze ook de finale van het enkelspel op Roland Garros.
In 1938 won zij de London tennis championships.
In 1939 won zij met de Française Simonne Mathieu het dubbelspeltoernooi van Roland Garros van Alice Florian en Hella Kovac met 6-3, 6-3.
Jędrzejowska werd begraven op de Rakowicki-begraafplaats in Krakau.

## Resultaten grandslamtoernooien
| Legenda | Legenda                          |
| ------- | -------------------------------- |
| g.t.    | geen toernooi gehouden           |
| l.c.    | lagere categorie                 |
| –       | niet deelgenomen                 |
| G       | uitgeschakeld in de groepsfase   |
| 1R      | uitgeschakeld in de eerste ronde |
| 2R      | uitgeschakeld in de tweede ronde |
| 3R      | uitgeschakeld in de derde ronde  |
| 4R      | uitgeschakeld in de vierde ronde |
| KF      | uitgeschakeld in de kwartfinale  |
| HF      | uitgeschakeld in de halve finale |
| F       | de finale verloren               |
| W       | het toernooi gewonnen            |
| w-v     | winst/verlies-balans             |

† in 1946 en 1947 werd Roland Garros na Wimbledon gehouden

### Enkelspel
| Australian Open | –  | –  | –  | –  | –  | –  | –  | –  | –  | –  | –  | –  | –  | –  | –  |
| Roland Garros   | 2R | –  | 1R | 3R | –  | 3R | HF | –  | F  | 3R | 3R | 1R | 2R | 1R | –  |
| Wimbledon       | 1R | 3R | 3R | 4R | KF | HF | F  | KF | KF | 2R | 2R | –  | –  | –  | –  |
| US Open         | –  | –  | –  | –  | –  | –  | F  | –  | –  | –  | –  | –  | –  | –  | 1R |

### Vrouwendubbelspel
| Australian Open | –  | –  | –  | –  | –  | –  | –  | –  | –  | –  | –  | –  | –  | –  |
| Roland Garros   | 1R | –  | 2R | HF | 1R | F  | KF | –  | W  | KF | HF | 2R | KF | 1R |
| Wimbledon       | 2R | 1R | KF | 1R | KF | KF | KF | 2R | 1R | 2R | KF | –  | –  | –  |
| US Open         | –  | –  | –  | –  | –  | –  | –  | F  | –  | –  | –  | –  | –  | –  |

### Gemengd dubbelspel
| toernooi        | 1947† |    | 1957 | 1958 |
| --------------- | ----- | -- | ---- | ---- |
| Australian Open | –     | –  | –    |      |
| Roland Garros   | F     | 2R | 1R   |      |
| Wimbledon       | –     | –  | –    |      |
| US Open         | –     | –  | –    |      |